# Mic Drop
«Mic Drop» (стилизуется как MIC Drop, с англ. — «Роняю микрофон») — песня южнокорейского бой-бэнда BTS, изданная 24 ноября 2017 года лейблом Big Hit Entertainment как один из треков на стороне «Б» пятого мини-альбома группы Love Yourself: Her. Позже были выпущены ремикс-версия совместно со Стивом Аоки и японоязычная версия песни.
Песня вдохновлена случаем, когда Президент США Барак Обама после конференции с журналистами Белого Дома демонстративно бросил микрофон, показывая, что уходит.
В тексте композиции участники группы рассказывают об успехе, которого они достигли к этому моменту — высокие места в чартах, множество поклонников и другое. Видеоклип рассказывает историю побега участников из комнаты для допросов.
«Mic Drop» стала одной из самых популярных песен бой-бэнда. Она получила положительные отзывы критиков, была продана высокими тиражами и сертифицирована золотом и серебром в ряде стран. Клип на неё стал 4 работой группы, достигшей 1 миллиарда просмотров на видеохостинге YouTube.

## Предыстория и релиз
Южнокорейский бой-бэнд BTS последовательно завоёвывал первые места чартов Billboard с альбомами The Most Beautiful Moment in Life, Part 2 (2015), The Most Beautiful Moment in Life: Young Forever и Wings: You Never Walk Alone (2016). В 2017 году группа привлекла к себе значительное внимание американской аудитории когда выиграла награду Top Social Artist на Billboard Music Awards став первым K-pop коллективом, который как был номинирован, так и получил эту награду. 18 сентября BTS выпустили свой пятый мини-альбом Love Yourself: Her, который снискал ещё больший коммерческий успех, чем предыдущие, заняв 7 строчку в главном альбомном чарте Billboard 200 и таким образом став первым корейским альбомом в топ-10. Первоначально «Mic Drop» был издан как трек на стороне «Б», однако позже было объявлено, что 7 ноября на песню будет выпущен ремикс американского диджея Стива Аоки при участии рэпера Desiigner, который станет уже полноценным синглом. В интервью журналу Billboard последний заявил, что познакомился с группой во время церемонии Billboard Music Awards ранее в том же году и там же договорился о сотрудничестве.
Как отдельный, второй по счёту сингл с Love Yourself: Her «Mic Drop» был издан на лейбле Big Hit Entertainment 24 ноября 2017 года. 5 декабря песня была представлена на Contemporary hit radio, специальном формате с топ хитами на данный момент. На выпущенном в следующем году сборнике Love Yourself: Answer была представлена расширенная версия песни.
6 декабря 2017 года лейбл Universal Music Japan издал японскую версию «Mic Drop» в качестве восьмого японского сингла группы, на стороне «Б» которого находились треки «DNA» и оригинальный японский «Crystal Snow». В дальнейшем был выпущен японский альбом группы, на котором все три песни располагались на стороне «А». Разные версии альбома содержат или танцевальное видео, или видеоклип на сингл, или кадры со съёмок видеоклипа, или 36-страничный фотоальбом. Японская версия позже была включена в третий японоязычный студийный альбом группы Face Yourself.

## Композиция
В музыкальном плане критики описывают первую версию «Mic Drop» как «заводной хип-хоп трек» с тяжёлыми басовыми и семплированными выстрелами. Ремикс — смесь битов в стиле трэп и типичного EDM синтезатора поверх оригинального хип-хопа. Оригинальная версия записана в тональности Фа-диез мажор, а ремикс — в тональности Ля-диез минор. Обе версии имеют темп в 170 ударов в минуту и длятся 3 минуты 58 секунд. Ремикс существует в двух версиях: студийная версия, которая была выпущена на цифровых платформах, включает в себя вокал Desiigner. Во второй, на которую был снят видеоклип, вместо его читки присутствуют оригинальные стихи на корейском языке. Авторами и корейской, и японской версии стали участники BTS RM и J-Hope, а также Pdogg, Supreme Boi и Пан Си Хёк, в то время как продюсированием занимался исключительно Pdogg. Кроме них в написании ремикса приняли участие Стив Аоки, Desiigner, Тейлор Паркс, Flowsik и Шей Джейкобс. Его продюсером выступил в основном Аоки при участии Pdogg, который стал и одним из звукорежиссёров ремикса. Младший из участников Чон Джонгук вместе с Supreme Boi, Docskim, Hiss Noise и Pdogg стали исполнителями бэк-вокальной партии. Сведением песни занимался Джейсон Джошуа при поддержке Дэвида Накая и Бена Милчева в Larrabee Sound Studios в Лос-Анджелесском Северном Голливуде. Мастерингом композиции занимался Рэнди Меррилл в студии Sterling Sound в Нью-Йорке.
Ремикс включает в себя тёмную перкуссионную линию и каденции в стиле Лил Уэйна. В отличие от фирменного хаус-стиля музыки Аоки, здесь используется зацикленный начальный ритм в объединении с трэповыми битами и «пульсирующим» синтезатором. В качестве инструментов используются клавишные, синтезатор и гитара. В песне также присутствуют барабанный бой и повторяющиеся напевания членов группы. В первом куплете свою часть быстро читает Desiigner, за которой следует вытюненный вокал и «супер агрессивная читка» на английском от участников группы.
В моих руках так много трофеев
Они очень тяжёлые, моих рук не хватает
Бросаю микрофон
Бросаю микрофон
Осторожно, гляди под ноги

Барак Обама бросает микрофон

По словам RM, трек был вдохновлён броском микрофона от Барака Обамы на его последнем ужине с журналистами Белого дома в 2016 году. По словам Desiigner, «Mic Drop» — это описание чувства, когда «вы действительно потрясающе убили бит и тогда с силой бросаете микрофон, зная, что ваше дело сделано». В тексте песни группа рассказывает о своей глобальной популярности и многочисленных достижениях.

## Видео
Клип на «Mic Drop» снял режиссёр Вуги Ким. Он был выложен на YouTube-канал Big Hit 24 ноября 2017 года в 18:00 по корейскому времени (UTC+9:00). За восемь дней до этого, 16 ноября, на канале лейбла появился промотизер к клипу. Продюсером клипа стал Хену Нам, а оператором-постановщиком — Кэти Ким. Клип длится 4 минуты 34 секунды. В начале видео Аоки идёт к диджей-установке на фоне неоновых огней. Затем камера переключается на членов группы, которые находятся в комнате для допросов под прицелом нескольких камер. Парни остаются сидеть перед столом, заполненным микрофонами. В следующей сцене Аоки надевает наушники и включает музыку на установке. J-Hope запрыгивает на стол и вместе с группой исполняет хореографию. Клип состоит из нескольких сцен в разных декорациях, в которых члены группы танцуют. В одной из них на заднем плане виден затемнённый силуэт Аоки, а в других они находятся в обшарпанном коридоре или внутри тюрьмы. В дальнейшем члены группы в чёрных капюшонах поднимают бунт, при этом продолжая танцы в окружении горящих автомобилей. В конце клипа Аоки снимает наушники и на чёрном фоне красными буквами отображается название песни. Комментируя сюжет клипа, режиссёр заявил в интервью: «Когда я прослушал эту песню, первое, что пришло мне в голову, — это то, что я хотел бы запереть BTS в комнате для допросов. Затем я решил, что надо показать зрителям, как им удалось сбежать и освободиться с помощью силы музыки».
Критики связали видеоклип с темой восстания. Том Брейхам из Stereogum включил видеоработу в пятёрку лучших клипов недели. Дженнифер Дрисдал из Entertainment Tonight назвала видео «эпическим» и похвалила выступление группы, написав, что участники «управляют экраном с зажигательными танцевальными сценами». Фил Уитмер из журнала Vice назвал визуальное оформление «объективно невероятным». Клип имел мгновенный успех на YouTube, набрав более 10 миллионов просмотров за 14 часов. Он занял девятое место в списке самых популярных K-pop видео на YouTube в 2017 году. 26 июля 2021 года видеоклип на «Mic Drop» стал четвёртой работой группы, собравшей один миллиард просмотров (после «DNA», «Boy with Luv» и «Dynamite»).
Сопровождающее музыкальное видео на японскую версию песни было загружено на канал Universal Music Japan на YouTube 5 декабря 2017 года. Видеоряд практически идентичен оригиналу за исключением Аоки, которого заменили на фигуру в капюшоне с горящими глазами.

## Реакция

### Коммерческий успех
23 сентября 2017 года оригинальная версия «Mic Drop» дебютировала с 17 позиции в Gaon Digital Chart и с 14 позиции в Gaon Download Chart. В чарте Billboard Kpop Hot 100 песня стартовала под номером 6, а в World Digital Song Sales — под номером 6. Ремикс на «Mic Drop» дебютировал под номером 28 в главном чарте Billboard Hot 100, став таким образом первым синглом от K-pop группы в топ 40 этого хит-парада. Трек стал шестой композицией группы BTS, которой удалось взобраться на первое место World Digital Songs. На территории Японии BTS стали единственными зарубежными артистами, которым удалось продать 500 тысяч копий сингла в 2018 году. Помимо этого трек попал ещё в более чем 20 чартов.

### Отзывы критиков
После выхода песня получила в целом благоприятные отзывы музыкальных критиков. В отзыве для газеты The Malaysia Star критик Честер Чин назвал «Mic Drop» «блестящим проявлением мастерства», отметив, что трек получился взрывным с тяжёлым и грязным басом. В рецензии для сайта телеканала Fuse журналист Billboard Джефф Бенджамин написал, что в песне хорошо складываются различные музыкальные стили, которые гармонично переплетаются друг с другом. Он отдельно отметил ремикс Аоки, в котором, по мнению критика, разные, казалось бы не сочетаемые, элементы и стили, такие как «нелепо потрясающий» поток слов от Desiigner, хвастливое бахвальство BTS и мейнстримный бит Аоки, не только не мешают, но и отлично дополняют друг друга, делая его «просто великолепным». Авторы этого издания поставили песню на первое место в списке лучших композиций года. Пишущий для Clash музыкальный журналист Тейлор Гласби назвал трек «жгучим ударом по ненавистной травле». По его мнению, трек является отклонением от общей концепции альбома, но при этом всё же вписывается в него. По словам критика Риан Дейли из New Musical Express, он является «наполненным воздухом» рэп-треком. В её топе из всех песен BTS, составленном в 2020 году, «Mic Drop» занял 6 место. В своей рецензии для The Korea Herald, Дам Ён Хонг назвал трек «произведением искусства», которое предлагает слушателям вновь посмотреть на следы, которые BTS оставили на К-поп сцене за последние несколько месяцев. Музыкальный критик Сунми Ан из этого же издания высоко оценила лирическое содержание песни, написав: «С убийственным ритмом и умной, но откровенной лирикой, эта песня описывает, как BTS попали на вершину». Ким Дохён из IZM особо отметил «агрессивный гитарный рифф», сравнив его с музыкой южнокорейской музыкальной группы 90-х годов Seo Taiji and Boys. Майк Нид из Idolator посчитал песню «одним из самых сильных в альбоме радужных поп-хитов».
В рецензии для Vulture Ким Янгдэ и Пак Т. К. написали, что благодаря меняющемуся биту, который отличается от других в альбоме, каждая часть песни становится моментально узнаваемой. В статье для газеты New York Times Джон Караманика разделил их мнение, отдав предпочтение звучанию песни и назвав её «фантастически хлюпающим битом». Кейтлин Келли из Billboard посчитала, что «Mic Drop» является одной из лучших песен BTS, и написала, что она очень интенсивна и является результатом сильной смеси: «зловещий, пронизанный ловушками бит бушует против хвастливого лиризма, подобающего артисту мирового класса». Эмлин Трэвис из PopCrush назвала «Mic Drop» «квинтэссенцией хип-хопа» от BTS, отметив, что он развил звучание группы, «сохранив при этом их старые корни нетронутыми». Крис Девилль из Stereogum оценил песню как «напряжённо нервную», в которой группа «не перестаёт звучать как бойз-бенд», даже когда делает вроде бы стандартный хип-хоп. В смешанной рецензии для Spin Моника Мелендес написала, что песня «вдохновляет своей лирической уверенностью», но «не расширяет музыкальных границ».

#### Места в топах по итогам года
| Издание/Сайт   | Наименование топа                                                                | Позиция | Источник |
| -------------- | -------------------------------------------------------------------------------- | ------- | -------- |
| Billboard      | 10 лучших танцевальных/электронных ремиксов 2017 года по мнению критиков журнала | Б/н     | [ 60 ]   |
| Fuse           | 20 лучших песен 2017 года                                                        | 1       | [ 52 ]   |
| YouTube Rewind | 10 самых популярных видео в Республике Корея в 2018 году                         | 3       | [ 61 ]   |

## Справочные данные

### Участники записи

#### Оригинал
Информация адаптирована из буклета альбома Love Yourself: Her:
- BTS — основной вокал;
- Пан Си Хёк — автор песни;
- Джонгук — основной вокал в припеве;
- RM — автор песни;
- J-Hope — автор песни;
- Supreme Boi — автор песни, настройка вокала, бэк-вокал, продюсирование;
- KASS — бэк-вокал;
- Джайсен Джошуа — микс и мастеринг.

#### Ремикс
По данным Melon:
- BTS — основной вокал;
- Desiigner — дополнительный вокал, автор песни;
- Стив Аоки — продюсирование, клавишные и синтезатор;
- Pdogg — помощник продюсера, синтезатор, бэк-вокал, звукорежиссёр;
- Supreme Boi — автор песни, настройка вокала, бэк-вокал, продюсирование;
- Пан Си Хёк — автор песни;
- RM — автор песни;
- J-Hope — автор песни;
- Тейлор Паркс — автор песни;
- Flowsik — автор песни;
- Ши Джейкобс — автор песни;
- Джонгук — основной вокал в припеве;
- DOCSKIM — бэк-вокал;
- Hiss noise — бэк-вокал;
- Джайсен Джошуа — микс и мастеринг;
- Дэвид Накадж — помощник Джошуа;
- Бен Митчелл — второй помощник Джошуа;
- Рэнди Меррилл — мастеринг;

### Список композиций
Оригинал
| №                   | Название            | Длительность |
| ------------------- | ------------------- | ------------ |
| 1.                  | «Mic Drop»          | 3:57         |
| Общая длительность: | Общая длительность: | 3:57         |

Ремикс
| №                   | Название                                            | Длительность |
| ------------------- | --------------------------------------------------- | ------------ |
| 1.                  | «Mic Drop (Steve Aoki remix) (featuring Desiigner)» | 3:58         |
| Общая длительность: | Общая длительность:                                 | 3:58         |

### Места в хит-парадах
| Название (2017—18)                                | Высшая позиция |
| ------------------------------------------------- | -------------- |
| Австралия (ARIA)                                  | 50             |
| Австрия (Ö3 Austria Top 40)                       | 46             |
| Канада (Canadian Hot 100)                         | 37             |
| Канада (Billboard CHR/Top 40)                     | 44             |
| Финляндия (Finland Digital Song Sales, Billboard) | 1              |
| Франция (SNEP)                                    | 33             |
| Германия (GfK)                                    | 71             |
| Венгрия (Single Top 40)                           | 7              |
| Ирландия (IRMA)                                   | 98             |
| Малайзия (RIM)                                    | 5              |
| Мексика (Mexico Ingles Airplay, Billboard)        | 49             |
| Нидерланды (Single Tip)                           | 20             |
| Новая Зеландия (New Zealand Heatseekers, RMNZ)    | 1              |
| Шотландия (OCC Scotland)                          | 26             |
| Республика Корея (Gaon)                           | 39             |
| Швеция (Sweden Heatseeker, Sverigetopplistan)     | 8              |
| Швейцария (Schweizer Hitparade)                   | 76             |
| Великобритания (OCC UK Singles)                   | 46             |
| Великобритания (UK Independent Singles, OCC)      | 6              |
| США (Billboard Hot 100)                           | 28             |
| США (Billboard Dance/Mix Show Airplay)            | 37             |
| США (Billboard Pop Airplay)                       | 25             |
| США (Billboard Rhythmic)                          | 40             |
| США (US World Digital Songs, Billboard)           | 1              |

| Чарт (2017)                                        | Высшая позиция |
| -------------------------------------------------- | -------------- |
| Япония (Billboard Japan Hot 100) · Японская версия | 1              |
| Япония (Oricon) · Японская версия                  | 1              |
| Республика Корея (Gaon)                            | 17             |
| Республика Корея (K-pop Hot 100)                   | 6              |
| Филиппины (Philippine Hot 100)                     | 13             |
| США (US World Digital Chart, Billboard)            | 7              |

| Чарт                              | Позиция |
| --------------------------------- | ------- |
| Япония (Oricon) · Японская версия | 13      |

| Чарт                                      | Позиция |
| ----------------------------------------- | ------- |
| Japan Hot 100 (Billboard) Японская версия | 28      |

### Сертификации
| Регион | Сертификация  | Продажи    |
| --- | ------------- | ---------- |
| Австралия (ARIA) · Remix Version | Золотой       | 35 000     |
| Япония (RIAJ) · Japanese version, MIC Drop / DNA / Crystal Snow | 2× Платиновый | 500 000^   |
| Республика Корея (Gaon) | —             | 337,136    |
| Республика Корея (Gaon) · Remix version | —             | 80,550     |
| Великобритания (BPI) | Серебряный    | 200 000    |
| США (RIAA) | Платиновый    | 1 000 000  |
| Стриминг |               |            |
| Япония (RIAJ) | Золотой       | 50 000 000 |
| ^ Данные о тиражах приведены только на основе сертификации. · Данные о продажах + прослушиваниях приведены только на основе сертификации. · Данные только о прослушиваниях приведены на основе сертификации. |               |            |